# Pietro Morosini
Pour les articles homonymes, voir Morosini.
Pietro Morosini iuniore, le cardinal de Venise, (né à Venise, Italie, alors dans la république de Venise, et mort au château de Gallicano, près de Palestrina le 11 août 1424), est un cardinal italien du XVe siècle.

## Biographie
Pietro Morosini étudie à l'université de Bologne et devient professeur à l'université de Padoue.
Le pape Grégoire XII le crée cardinal lors du consistoire du 19 septembre 1408. Le cardinal Morosini ne participe pas au conclave de 1417, lors duquel Martin V  est élu. Il est nommé légat apostolique en Sicile et couronne la reine Jeanne II à Naples.